# Bryan Warrick
Bryan Anthony Warrick (* 22. Juli 1959 in Moses Lake, Washington) ist ein ehemaliger US-amerikanischer Basketballspieler. Warrick spielte einige Jahre in der am höchsten dotierten US-Profiliga NBA sowie der Minor League CBA. Zum Abschluss seiner Spielerkarriere spielte er in der Saison 1987/88 noch eine Spielzeit in der deutschen Basketball-Bundesliga beim damaligen deutschen Meister BSC Saturn aus Köln. Anschließend arbeitete Warrick als Sportlehrer und war längere Zeit Trainer der Basketballmannschaft der High School in Burlington, wo er selbst zur Schule gegangen war. Für seine Verdienste um den Sport an seiner High School wurde er 2009 in deren „Athletic Hall of Fame“ (deutsch Ruhmeshalle des Sports) aufgenommen.

## Karriere

### College
In New Jersey aufgewachsen wechselte Warrick zum Studium 1978 an das damalige Saint Joseph’s College in Philadelphia, welches am Jahresende den Universitätsstatus anerkannt bekam. Die Hochschulmannschaft Hawks gehört in Philadelphia zu den sogenannten „Big 5“ mit den anderen Hochschulmannschaften der Stadt, welche eine eigene Meisterschaft austragen und sich erbitterte Lokalduelle liefern. Die Hawks gewannen diese Meisterschaft in Warricks aktiver Zeit dreimal sowie 1981 und 1982 auch das Meisterschaftsturnier der damaligen „East Coast Conference“ der NCAA Division I. 1981 erreichte man in der landesweiten Endrunde das Viertelfinale Elite Eight, nachdem man zuvor drei Mannschaften besiegte, die in der Setzliste vor den Hawks platziert waren. Im „Regional Final“ wurde man dann jedoch klar vom späteren Champion geschlagen, den „Hoosiers“ der Indiana University. Im darauffolgenden Jahr schied man dann umgekehrt gleich in der ersten Runde gegen eine schlechter gesetzte Mannschaft aus.

### NBA / CBA
Im NBA-Draft 1982 wurde Warrick in der zweiten Runde an 25. Stelle von den Bullets aus Washington, D.C. ausgewählt. In seiner ersten Spielzeit wurde er in knapp der Hälfte der Saisonspiele eingesetzt, wovon er wiederum die Hälfte als „Starter“ begann bei knapp 17 Minuten Einsatzzeit pro Spiel. In der zweiten Spielzeit 1983/84 konnte er nur in 32 Spielen bei deutlich reduzierter Einsatzzeit eingesetzt werden. Für die Spielzeit 1984/85 wechselte er in einem Spielertausch an die Westküste zu den Clippers aus Los Angeles. Hier stieg seine Einsatzzeit wieder auf über zehn Minuten pro Spiel an. Da hier auch der Durchbruch für Warrick ausblieb, wurde er im März 1985 aus seinem Vertrag entlassen. Für die folgende Spielzeit stand er zu Saisonbeginn für fünf Spiele bei den Milwaukee Bucks unter Vertrag, bevor er auch hier entlassen wurde. Für die folgenden drei Monate spielte er dann für die Wisconsin Flyers in der CBA, bevor ihn im Februar 1986 die Indiana Pacers unter Vertrag nahmen, bei denen er auch in einzelnen Spielen wieder als Starter und in 31 Spielen über 20 Minuten pro Spiel eingesetzt wurde. Jack Ramsay, neuer Trainer der Pacers und selbst langjähriger Trainer der St. Joseph’s Hawks in den 1960er Jahren, baute nach zwei enttäuschenden Spielzeiten die Mannschaft jedoch um und Warrick wurde für die folgende Spielzeit zunächst von den Golden State Warriors vor Saisonbeginn unter Vertrag genommen, aber dann nicht mehr für die reguläre Saison weiterverpflichtet. Warrick selbst spielte eine weitere Spielzeit in der CBA bei Rockford Lightning, mit denen er die Finalserie der Liga erreichte. Hier verlor man jedoch gegen die Rapid City Thrillers, die von Clinton Wheeler angeführt wurden, selbst später Bundesligaspieler beim Kölner Rivalen TSV Bayer 04 Leverkusen.

### Europa
1986 war Tony DiLeo Trainer des BSC Saturn Köln geworden und hatte gleich in seinem ersten Jahr den rheinischen Rivalen Leverkusen als Meister entthront. DiLeo, gebürtig aus Philadelphia, hatte bis 1978 selbst für die Explorers der La Salle University und damit für eine der Big-5-Hochschulmannschaften gespielt. Für die Spielzeit 1987/88 holte DiLeo Warrick in die deutsche Basketball-Bundesliga und man konnte den Meistertitel erfolgreich verteidigen. Zusammen mit Warricks Landsmann Ralph McPherson, der aufgrund der damals in der Bundesliga bestehenden Ausländerregelung fast nur in Europapokalspielen eingesetzt wurde, erreichte man auch die Hauptrunde im Europapokal der Landesmeister, wo man jedoch in den Gruppenspielen ausschied. Anschließend war Warrick als Spieler professionell nicht mehr aktiv.